# Pectoctenus bryanti
Pectoctenus bryanti là một loài bọ cánh cứng trong họ Cerambycidae.